# Ruta 1511 (Lima)
La ruta 1511 o "la O" fue una ruta de transporte público de la ciudad de Lima, que conecta los distritos de Puente Piedra y San Miguel. El trayecto de esta ruta constaba de 88 o 85 paradas dependiendo de la dirección y dura aproximadamente entre 2 y 3 horas.

## Características
Esta ruta de transporte público fue administrada por la empresa de transportes Consorcio Vía S.A.C., transitando por la urbe limeña.
Actualmente, la ruta que le sucedió es la 1901, cuyo trayecto parte del distrito de Puente Piedra hasta La Perla, en el Callao.

### Autorización
La ruta 1511 se encontraba autorizada por la Municipalidad Metropolitana de Lima (MML) y la Autoridad de Transporte Urbano (ATU).

## Trayecto
Los autobuses de la ruta 1511 (aprox. 80) comenzaban a operar a las 5:00 a.m. y terminan a las 10:00 p.m. por los distritos de Puente Piedra, Comas, Los Olivos, San Martín de Porres, Lima, Pueblo Libre y San Miguel en la provincia de Lima; pasando por importantes lugares, tales como Zapallal, el óvalo de Puente Piedra, el Mercado Unicachi, Real Plaza Pro, la Universidad Tecnológica del Perú, la Universidad Cesar Vallejo, la Universidad Peruana del Norte, la Universidad Nacional Mayor de San Marcos, la Pontificia Universidad Católica del Perú y Plaza San Miguel.

### Terminales
Su terminal de ida se encontraba en la asociación de viviendas Las Magnolias del Arenal en Puente Piedra y su terminal de vuelta en la urbanización Maranga, en San Miguel.

### Recorrido
| Dirección                  | Avenidas y calles |
| -------------------------- | --- |
| Ida Hacia San Miguel       | Av. Ancón - C. S/N - Aux. Panamericana Norte - Carretera Panamericana Norte - Av. Alfredo Mendiola - Av. Universitaria - Av. Marañón - Av. Las Palmeras - Av. Santiago Antúnez de Mayolo - Av. Universitaria - Av. Óscar Raimundo Benavides - Av. Aurelio García y García - Av. Venezuela - Av. Universitaria - Av. La Paz. |
| Vuelta Hacia Puente Piedra | Av. La Paz - Av. Costanera - Jr. Independencia - C. Diego Quispe Tito - Av. Universitaria - Av. Santiago Antúnez de Mayolo - Av. Las Palmeras - Av. Marañón - Av. Universitaria - Av. Alfredo Mendiola - Carretera Panamericana Norte - Jr. Galilea - Av. Ancón.                                                            |

## Rutas relacionadas
1502 (Puente Piedra - Lima), 1503 (Carabayllo - San Miguel), 1504 (Carabayllo - San Miguel), 1513 (Carabayllo - San Miguel), 1514 (Carabayllo - San Miguel), 1604 (Carabayllo - Lince), 1611 (Puente Piedra - Lince), 1615 (Carabayllo - Lince).